# دو فریدا

دو فریدا (۱۹۳۹) اثر نقاش مکزیکی فریدا کالو (۱۹۰۷ - ۱۹۵۴ میلادی)

دو فریدا یکی از مرموزترین کارهای نقاش مکزیکی، فریدا کالو (۱۹۰۷ - ۱۹۵۴ میلادی) یا به تعبیری دیگر، نقطه اوج کارهایش در بین تقریباً ۲۰۰ اثر دیگرش است. فریدا در سال ۱۹۳۹ میلادی و بعد از بازگشت از نمایشگاه آثارش در پاریس، از شوهرش دیه گو ریورا نقاش و کمونیست مشهور مکزیکی جدا شد. در همین سال بود که در اوج دوران آشفتگی و تعلیق خود، این اثر را ثبت کرد.
ترکیب‌بندی این اثر یکی از شاهکارهای جنبش فراواقع‌گرایی در قرن بیستم است. در سمت راست تصویر، فریدای مکزیکی در لباس بومی مکزیکی تیوانا دیده می‌شود و در سمت چپ، فریدایی اروپایی شده با لباسی یکدست سفید (که احتمالاً لباس عروسی است). دو زن روی یک نیمکت سبزرنگ نشسته‌اند در حالی که دست در دست یکدیگر داده‌اند. تحقیقات جدید نشان داده‌است که آناتومی قلب‌ها بعد از ترسیم دو زن به اثر اضافه شده‌است که قلب فریدای اروپایی در سمت چپ، از سوراخی که در لباسش بر روی سینه قرار دارد، دیده می‌شود.
فضای گرفتهٔ کار، ابرهایی سیاه با رگه‌های نور و نگاه‌های آرام دو چهره در کنار تصاویر گرافیکی کالبدشناختی، همه و همه نشان از کشمکش‌ها و تضادهای درونی نقاش دارد، تضادی که در تفاوت با گذشته توسط فریدای اروپایی به خوبی تکمیل شده‌است.